# Nabou-Nouni
Pour les articles homonymes, voir Nabou.
Ne doit pas être confondu avec Nabou-Peulh.
Nabou-Nouni est une localité située dans le département de Fara de la province des Balé dans la région de la Boucle du Mouhoun au Burkina Faso.

## Éducation et santé
Nabou-Nouni accueille un centre de santé et de promotion sociale (CSPS).
Le village possède une école primaire publique.